# 불 (스포츠)

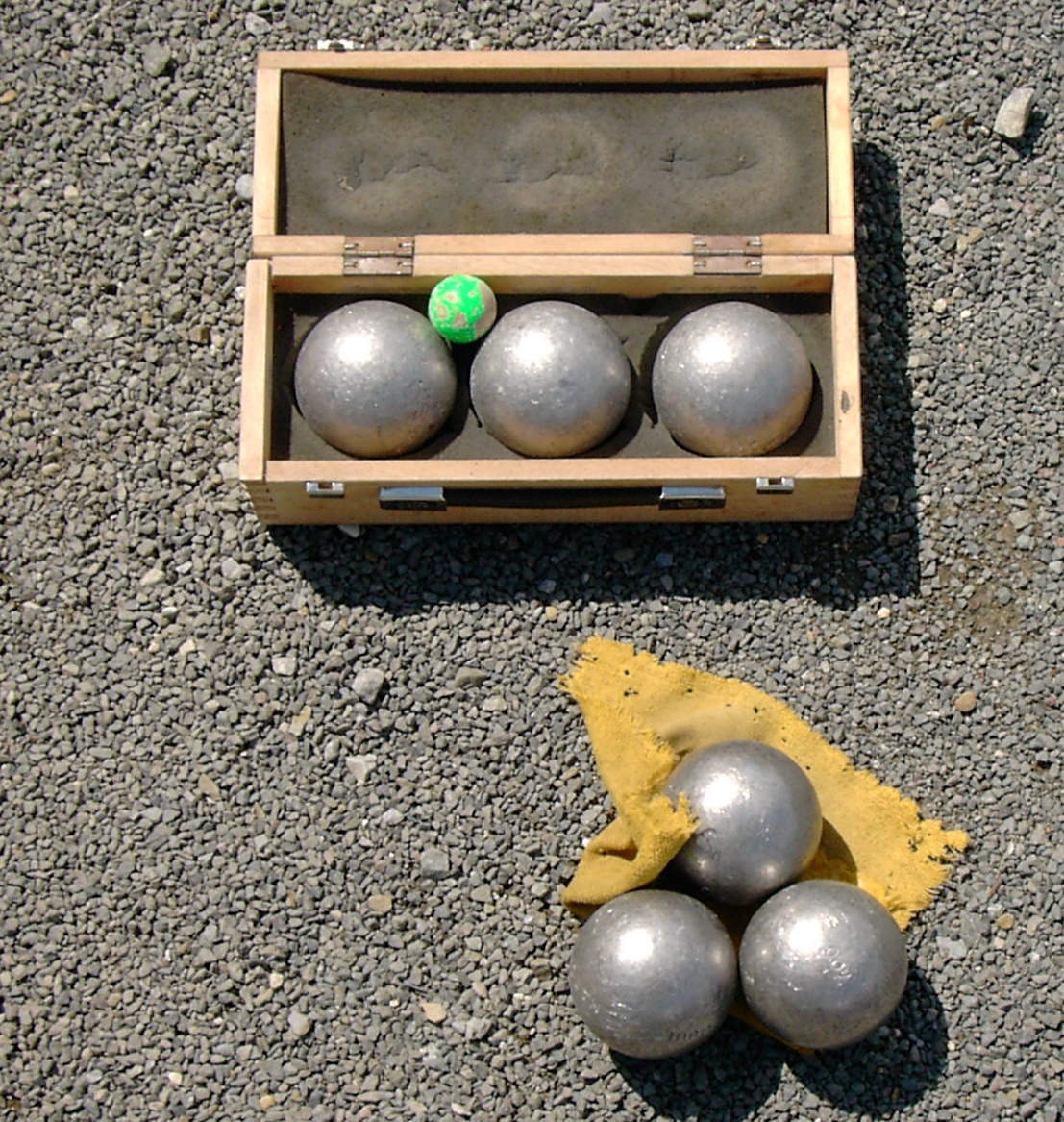

불(프랑스어: Boules)은 금속으로 만든 공을 작은 공 가까이로 굴리는 스포츠이다.
불 유형의 게임은 많은 유럽 국가에서 전통적이고 인기가 있으며 아프리카와 아시아의 일부 이전 프랑스 식민지에서도 인기가 있다. 불 게임은 종종 마을과 마을의 열린 공간(마을 광장 및 공원)에서 진행된다. 불 유형의 게임을 위한 전용 플레이 공간은 일반적으로 평평한 흙, 자갈 또는 쇄석으로 만든 크고 평평한 직사각형 코트이며 나무 레일이나 백보드로 둘러싸여 있다. 우승하려면 몇 가지 예외를 제외하고 팀이 15점에 도달해야 한다.

## 같이 보기
- 컬링